# Reika Hashimoto
Reika Hashimoto (橋本麗香 Hashimoto Reika?,  Tokio; 25 de diciembre de 1980) es una modelo y actriz japonesa. Mitad estadounidense, de ascendencia española (su padre es ciudadano estadounidense con ascendencia española), ha trabajado como modelo desde los 10 años de edad. Su debut como actriz fue en la película Hakuchi (1999). En televisión, participó en Profile de TV Asahi y ha actuado en varias telenovelas chinas.

## Filmografía
- Hakuchi (La Inocente) (protagonista Tadanobu Asano, director Makoto Tezuka, 1999)
- Jikken eiga (Cine Experimental) (protagonista Masatoshi Nagase, director Makoto Tezuka, 1999)
- Mōju vs Issunbōshi (protagonista Tetsurō Tamba, director Teruo Ishii, 2001)
- Hero? Tenshi ni aeba... (¿Héroe? Si conociera un ángel...) (protagonista Takashi Hagino, director Kôsuke Tsurumi, 2004)
- SURVIVE STYLE 5＋ (coprotagonista Tadanobu Asano, director Gen Sekiguchi, 2004)
- Black Kiss (antes Synchronicity, protagonista Masanobu Andō, director Makoto Tezuka, programada para 2006)

## Televisión

### Drama
- Mokuyō no kaidan (Cuentos de fantasmas de los jueves) (Fuji Television, 1996)
- Ren ren do shuo wo ai ni (人人都说我爱你) (con Zhang Lei, China, 2003)
- Jiang shan mei ren (江山美人) (con Eric Suen, China, 2004)
- Xia ying xian zong (侠影仙踪) (con Zhou Jie y Sun Fei Fei, China, 2004)

### Especial
- Beefighter Kabuto (como Sophie Villeneuve, producida por Tōho, 1996)

### Variedad
- Wonderful (ワンダフル), TBS, 1996)
- PRO－file (TV-Asahi, hasta 2004)

## Comerciales
- Bireleys (Asahi Iinryō)
- ANESSA, Theoty (Shiseidō)
- Skinguard (Johnson)
- KFC
- Casio